# Антуриум Фаустомиранда
Антуриум Фаустомиранда (лат. Anthurium faustomirandae) — вид крупных тропических растений рода Антуриум семейства Ароидные (Araceae).
Размер листа может достигать 1,2 м. Считается одним из крупнейших антуриумов Мексики и Центральной Америки.
Встречается в Мексике, в частности штате Чьяпас, на высоте 800—1000 м над уровнем моря. В основном это горный регион на северо-востоке штата, между Яхалоной и Тилой.
Впервые был описан ботаником из Испании Фаустино Мирандой (исп. Faustino Miranda) в местечке Сан-Фернандо, Мексика, в 1952 году. Современное название было присвоено виду только в 90-е годы XX столетия.